# Cris Carter
Christopher D. „Cris“ Carter (* 25. November 1965 in Troy, Ohio) ist ein ehemaliger US-amerikanischer American-Football-Spieler und Sportmoderator. Der 1,91 Meter große Carter spielte die Position des Wide Receivers. Er spielte hauptsächlich für die Minnesota Vikings in der National Football League (NFL). Am 2. Februar 2013 wurde Carter in die Pro Football Hall of Fame gewählt.

## NFL
Carter war im College Football bei den Ohio State Buckeyes ein talentierter Wide Receiver, der aber bei der Annahme verbotener Handgelder ertappt wurde. Daher konnte er im NFL Draft 1987 von den Philadelphia Eagles nicht regulär, sondern nur über den Umweg eines sogenannten „supplemental pick“ gedraftet werden. Nach einem eher bescheidenen Rookie-Jahr etablierte sich Carter als produktiver Wide Receiver, der in den Jahren 1988 und 1989 sechs bzw. elf Touchdowns fing. Da er aber zunehmende Drogenprobleme bekam, wurde er von Coach Buddy Ryan entlassen. Der vertraglose Carter wurde von den Minnesota Vikings aufgenommen und blühte dort auf: mit acht Saisons mit mindestens 78 gefangenen Würfen (zweimal erreichte er 122), mindestens zehn Touchdowns und stets über 1.000 Yards Raumgewinn, acht Pro Bowls und der Aufnahme ins NFL 1990s All-Decade Team wurde er zu einem der besten Receiver des Jahrzehnts. Doch trotz eines starken Teams mit Pro-Bowlern wie Randy Moss, John Randle oder Gary Anderson reichte es nie zu einer Teilnahme an einem Super Bowl. Am Ende seiner Karriere spielte Carter noch 2002 bei den Miami Dolphins. Seitdem arbeitet er im US-amerikanischen TV als Sportanalyst.
Carter war einer der beständigsten Wide Receiver der jüngeren NFL-Geschichte. Seine 130 Touchdownfänge sowie 1.101 gefangenen Würfe waren jeweils Platz vier auf der ewigen NFL-Rangliste, und seine fünf Two-Point Conversions waren hierbei Platz 3. 2013 wurde er in die Pro Football Hall of Fame gewählt.

## Privatleben
Carters Sohn Duron spielte ebenfalls Football an der Ohio State University.